# داویت
داویت (زبان ارمنی: Դավիթ) نام کوچک مردانه رایج در میان ارمنیان می‌باشد و ممکن است به یکی از موارد زیر اشاره داشته باشد:

## ارمنستان
- داویت بک، فرمانده نظامی
  - داویت بک (اپرا)
  - داویت بک (رمان)
  - داویت بک (فیلم)
- داویت آرشاکیان
- داویت آقاجانیان، هنرپیشه
- داویت آنهاقت
- داویت آوانسیان
- داویت بابایان
- داویت بارسامیان، مجری رادیو و نویسنده
- داویت باغیشتسی
- داویت پوغوسیان، کشتی‌گیر
- داویت توروسیان، بوکسور
- داویت چیراکجیان
- داویت خانجیان
- داویت داویتیان
- داویت دونویان
- داویت زادویان
- داویت ساتیان
- داویت سارکیسوف
- داویت سارگسیان، سیاست‌مدار
- داوید ساسونی،
- داویت سالادزورتسی
- داویت شاکاریان
- داویت شاهنازاریان
- داویت صافاریان، کشتی‌گیر
- داویت صافاریان (هنرپیشه)
- داویت. جی. گریگوریان
- داویت گریگوریان، بازیکن فوتبال
- داویت لوکیان
- داویت مالیان، هنرپیشه فیلم و تئاتر
- داویت مانوکیان، کشتی‌گیر
- داویت مانویان، بازیکن فوتبال
- داویت مورادیان، نویسنده، و نمایش‌نامه‌نویس
- داویت وارطانیان
- داویت هاروتیونیان
- داویت هاکوبیان
- داویت هامبارتسومیان، شیرجه رو
- داویت هایراپتیان
- داویت هوهانس

## گرجستان
- داویت چهارم، پادشاه
- داویت چاکواتزه، کشتی‌گیر
- داویت گورامیشویلی، شاعر
- داویت مجیری، بازیکن فوتبال
- داویت مودزماناشویلی، کشتی‌گیر